# Bobby Monnard
Jean Joseph „Bobby“ Monnard (* 11. Februar 1901; † 3. Februar 1973) war ein französischer Eishockeyspieler.  

## Karriere
Bobby Monnard nahm für die französische Eishockeynationalmannschaft an den Olympischen Winterspielen 1924 in Chamonix teil. Bei der Europameisterschaft 1924 gewann er mit seiner Mannschaft die Goldmedaille. Auf Vereinsebene spielte er für den Chamonix Hockey Club. Mit diesem gewann er in den Spielzeiten 1922/23 und 1924/25 jeweils den französischen Meistertitel. 

## Erfolge und Auszeichnungen
- 1923 Französischer Meister mit dem Chamonix Hockey Club
- 1925 Französischer Meister mit dem Chamonix Hockey Club

### International
- 1924 Goldmedaille bei der Europameisterschaft